# Championnats d'Océanie de cyclisme sur piste 2025
Navigation
Championnats d'Océanie 2024 Championnats d'Océanie 2026
Les Championnats d'Océanie de cyclisme sur piste 2025 se déroulent du 11 au 15 février 2025 sur le vélodrome Anna Meares de Brisbane en Australie,.
Des épreuves réservées aux coureurs juniors (moins de 19 ans) et aux paracyclistes sont également au programme. La grande majorité des participants viennent d'Australie et de Nouvelle-Zélande. Ces coureurs concourent avec les maillots de leur club ou de leur État (australien). Dans les compétitions par équipes, plusieurs équipes par nation sont autorisées.

## Résultats des championnats élites

### Épreuves masculines
| Épreuves               | Or                                                                         | Argent                                                                                           | Bronze                                                                                                 |
| ---------------------- | -------------------------------------------------------------------------- | ------------------------------------------------------------------------------------------------ | --- |
| Kilomètre              | Thomas Cornish (AUS)                                                       | Tayte Ryan (AUS)                                                                                 | Byron Davies (AUS)                                                                                     |
| Keirin                 | Sam Dakin (NZL)                                                            | Byron Davies (AUS)                                                                               | Daniel Barber (AUS)                                                                                    |
| Vitesse individuelle   | Leigh Hoffman (AUS)                                                        | Daniel Barber (AUS)                                                                              | Thomas Cornish (AUS)                                                                                   |
| Vitesse par équipes    | Australie A- Ryan Elliott - Thomas Cornish - Daniel Barber - Leigh Hoffman | Nouvelle-Zélande- Jaxson Russell - Kaio Lart - Luke Blackwood - Louis Vuleta                     | Australie B- Tayte Ryan - Maxwell Liebeknecht - Byron Davies                                           |
| Poursuite individuelle | Tom Sexton (NZL)                                                           | Keegan Hornblow (NZL)                                                                            | James Moriarty (AUS)                                                                                   |
| Poursuite par équipes  | Australie A- Cameron Scott - Declan Trezise - Liam Walsh - Oscar Gallagher | Nouvelle-Zélande A- Kyle Aitken - Ben Oliver - Marshall Erwood - Mitchel Fitzsimons - Tom Sexton | Nouvelle-Zélande B- Magnus Jamieson - Lucas Bhimy - Daniel Morton - Keegan Hornblow - Campbell Stewart |
| Course aux points      | Tom Sexton (NZL)                                                           | Oliver Bleddyn (AUS)                                                                             | Keegan Hornblow (NZL)                                                                                  |
| Course à l'américaine  | Nouvelle-Zélande- Tom Sexton - Campbell Stewart                            | Australie- Oliver Bleddyn - Blake Agnoletto                                                      | Australie- Liam Walsh - Declan Trezise                                                                 |
| Course scratch         | Keegan Hornblow (NZL)                                                      | Campbell Stewart (NZL)                                                                           | Nick Kergozou (NZL)                                                                                    |
| Omnium                 | Campbell Stewart (NZL)                                                     | Tom Sexton (NZL)                                                                                 | Oliver Bleddyn (AUS)                                                                                   |
| Course à l'élimination | Blake Agnoletto (AUS)                                                      | Marshall Erwood (NZL)                                                                            | Keegan Hornblow (NZL)                                                                                  |

### Épreuves féminines
| Épreuves               | Or | Argent                                                                                  | Bronze                                                                  |
| ---------------------- | --- | --------------------------------------------------------------------------------------- | ----------------------------------------------------------------------- |
| Kilomètre              | Ellesse Andrews (NZL)                                                                                    | Shaane Fulton (NZL)                                                                     | Claudia Marcks (AUS)                                                    |
| Keirin                 | Ellesse Andrews (NZL)                                                                                    | Olivia King (NZL)                                                                       | Shaane Fulton (NZL)                                                     |
| Vitesse individuelle   | Ellesse Andrews (NZL)                                                                                    | Alessia McCaig (AUS)                                                                    | Shaane Fulton (NZL)                                                     |
| Vitesse par équipes    | Nouvelle-Zélande- Olivia King - Shaane Fulton - Ellesse Andrews                                          | Australie A- Kristine Perkins - Alessia McCaig - Sophie Watts                           | Australie C- Kalinda Robinson - Emma Stevens - Lauren Perry             |
| Poursuite individuelle | Bryony Botha (NZL)                                                                                       | Emily Shearman (NZL)                                                                    | Samantha Donnelly (NZL)                                                 |
| Poursuite par équipes  | Nouvelle-Zélande A- Emily Shearman - Samantha Donnelly - Prudence Fowler - Rylee McMullen - Bryony Botha | Australie A- Claudia Marcks - Nicole Duncan - Alli Anderson - Sally Carter - Keira Will | Australie B- Odette Lynch - Summer Nordmeyer - Lilyth Jones - Isla Carr |
| Course aux points      | Rylee McMullen (NZL)                                                                                     | Bryony Botha (NZL)                                                                      | Samantha Donnelly (NZL)                                                 |
| Course à l'américaine  | Nouvelle-Zélande- Bryony Botha - Samantha Donnelly                                                       | Nouvelle-Zélande- Rylee McMullen - Emily Shearman                                       | Australie- Sophie Edwards - Alli Anderson                               |
| Course scratch         | Mckenzie Milne (NZL)                                                                                     | Lucy Reeve (NZL)                                                                        | Samantha Donnelly (NZL)                                                 |
| Omnium                 | Emily Shearman (NZL)                                                                                     | Bryony Botha (NZL)                                                                      | Maeve Plouffe (AUS)                                                     |
| Course à l'élimination | Samantha Donnelly (NZL)                                                                                  | Bryony Botha (NZL)                                                                      | Alli Anderson (AUS)                                                     |

## Tableaux des médailles
| Rang  | Nation           | Or | Argent | Bronze | Total |
| ----- | ---------------- | -- | ------ | ------ | ----- |
| 1     | Nouvelle-Zélande | 17 | 14     | 9      | 40    |
| 2     | Australie        | 5  | 8      | 13     | 26    |
| Total | Total            | 22 | 22     | 22     | 66    |